# Alexandre Fedorov
Pour les articles homonymes, voir Fedorov.
Alexandre Viktorovitch Fedorov ou Fiodorov (en russe : Алекса́ндр Ви́кторович Фёдоров), né le 4 novembre 1954 à Ielizovo dans le kraï du Kamtchatka, est un universitaire spécialisé dans l'éducation aux médias et critique de cinéma russe.

## Biographie
Il a obtenu son doctorat mémoire sur l'éducation aux médias (1993) à l'Académie russe de l'éducation à Moscou. Il fut président de l'Association russe pour le cinéma et l'éducation aux médias (2003-2014), et depuis il est directeur adjoint de l'Institut Anton Tchekhov de Taganrog et rédacteur en chef de la revue pédagogique russe L’Éducation aux médias (Mediaobrazovanie). Il est également membre de l'Académie russe des arts et des sciences du cinéma, de l'Union russe des cinéastes, et du FIPRESCI. Alexandre Fedorov est l'auteur de vingt livres sur l'éducation aux médias et cinéma et plus de 400 articles (en russe, anglais, français, allemand et norvégien).
Depuis 1997, il a obtenu des subventions de recherche scientifique sur la culture des médias et de l'éducation aux médias par le président de la fédération de Russie,, la Fondation russe pour les Hommes, le ministère russe de l'Éducation, le Kennan Institute (États-Unis), l'IREX (États-Unis), la MacArthure Foundation (États-Unis), l'Open Society Institute (Fondation Soros, États-Unis), le DAAD (Allemagne), et d'autres. 
Il a été professeur invité et chargé de recherche en Norvège pour l'association de l'éducation aux médias d'Oslo (1995), pour l'université d'Europe centrale de Budapest (1998, 2006), pour l'université de Cassel (2000), pour le Kennan Institute de Washington DC (2003), pour l'université Humboldt de Berlin (2005), pour l'université de Mayence (2010), l'université Johann Wolfgang Goethe de Francfort-sur-le-Main (2014). la Maison des sciences de l'homme de Paris (2002, 2009).

## Œuvres
Traductions en anglais 
- On Media Education, Moscou, 2008
- Development of the Media Competence and Critical Thinking of Pedagogical University’s Students, Moscou, 2007, 616 p.
- Media Education: Sociology Surveys, Taganrog, 2007.
- Violence on the Russian & American Media Screen and Youth Audience, Taganrog, 2003.
- Film studies in the university students’ audience: from entertainment genres to art house, Moscou, 2014.
- Media literacy education, Moscou, 2015.
- Russia in the Mirror of the Western Screen, Moscou: ICO Information for All, 2015. 117 p.